# Win Butler
Pour les articles homonymes, voir Butler.
Win Butler, né Edwin Farnham Butler III le 14 avril 1980 à Houston, est un musicien multi-instrumentiste et auteur-compositeur-interprète américaino-canadien. Il est le chanteur principal et le fondateur, avec sa femme Régine Chassagne, du groupe rock montréalais Arcade Fire.

## Biographie
Il a grandi à The Woodlands, au Texas. Lui et son frère Will sont les petits-enfants du guitariste Alvino Rey.
Win est diplômé de la Phillips Exeter Academy, où il jouait au basket-ball et au softball, et participait à quelques groupes d'étudiants, dont un nommé Willy Wanker and the Chocolate Factories. Ses copains de lycée déclarèrent plus tard ne pas avoir été surpris qu'il devienne une « rock star ».
Avant de lancer Arcade Fire, Win était vendeur de sandales en bois hollandaises à Cambridge, dans le Massachusetts. Plus tard il étudia la photographie au Sarah Lawrence College, mais ne passa pas de diplôme universitaire. Il obtint un baccalauréat en arts à l'Université McGill de Montréal en 2004.

## Accusations d'agressions sexuelles
En 2022, Win Butler fait face à plusieurs témoignages de fan l'accusant d'agressions sexuelles,, ce dernier y réplique en parlant de relations consenties.

## Prix et Distinctions
- 2017- Compagnon de l'Ordre des arts et des lettres du Québec